# Klub dla wybrańców
Klub dla wybrańców (ang. The Riot Club) – brytyjski dramat z 2014 roku w reżyserii Lone Scherfig. Film powstał na podstawie sztuki Laury Wade pt. Posh z 2010 roku. Wyprodukowana przez Universal Pictures International. Role główne w filmach zagrali Max Irons, Sam Claflin and Douglas Booth.. Fabuła filmu była inspirowana prawdziwym klubem działającym na Uniwersytecie Oxfordzkim - Klubem Bullingtona, do którego należał podczas studiów m.in. były premier Wielkiej Brytanii, David Cameron. Premiera filmu miała miejsce 19 września 2014 w Wielkiej Brytanii. W Polsce premiera filmu odbyła się 24 kwietnia 2015.

## Opis fabuły
Pochodzący z arystokratycznej rodziny Miles "Milo" Richards (Max Irons) rozpoczyna naukę na Uniwersytecie Oksfordzkim i poznaje uroczą Lauren (Holliday Grainger), w której zakochuje się z wzajemnością. Wkrótce chłopak – wraz z innym studentem pierwszego roku, snobem Alistairem Rylem (Sam Claflin) – zostaje przyjęty do istniejącego od wieków The Riot Club. Miles szybko przekonuje się, że członkowie tego tajemniczego stowarzyszenia to pozbawieni skrupułów, zepsuci ludzie.

## Produkcja
Zdjęcia do filmu kręcono w Winchesterze w Anglii w Wielkiej Brytanii, a okres zdjęciowy trwał od marca do lipca 2013 roku.

## Obsada
Źródło: Filmweb
- Sam Claflin[8] jako Alistair Ryle
- Max Irons[9] jako Miles Richards
- Douglas Booth[8] jako Harry Villiers
- Jessica Brown Findlay jako Rachel
- Holliday Grainger jako Lauren
- Freddie Fox jako James Leighton-Masters
- Ben Schnetzer jako Dimitri Mitropoulos
- Tom Hollander jako Jeremy
- Natalie Dormer[10] jako Charlie
- Harry Lloyd jako Lord Riot
- Sam Reid jako Hugo Fraser-Tyrwhitt
- Olly Alexander jako Toby Maitland
- Matthew Beard jako Guy Bellingfield
- Jack Farthing jako George Balfour
- Amanda Fairbank-Hynes jako Kerry
- Michael Jibson jako Michael
- Xavier Atkins jako Ollie

i inni.